# عمالة أجنبية

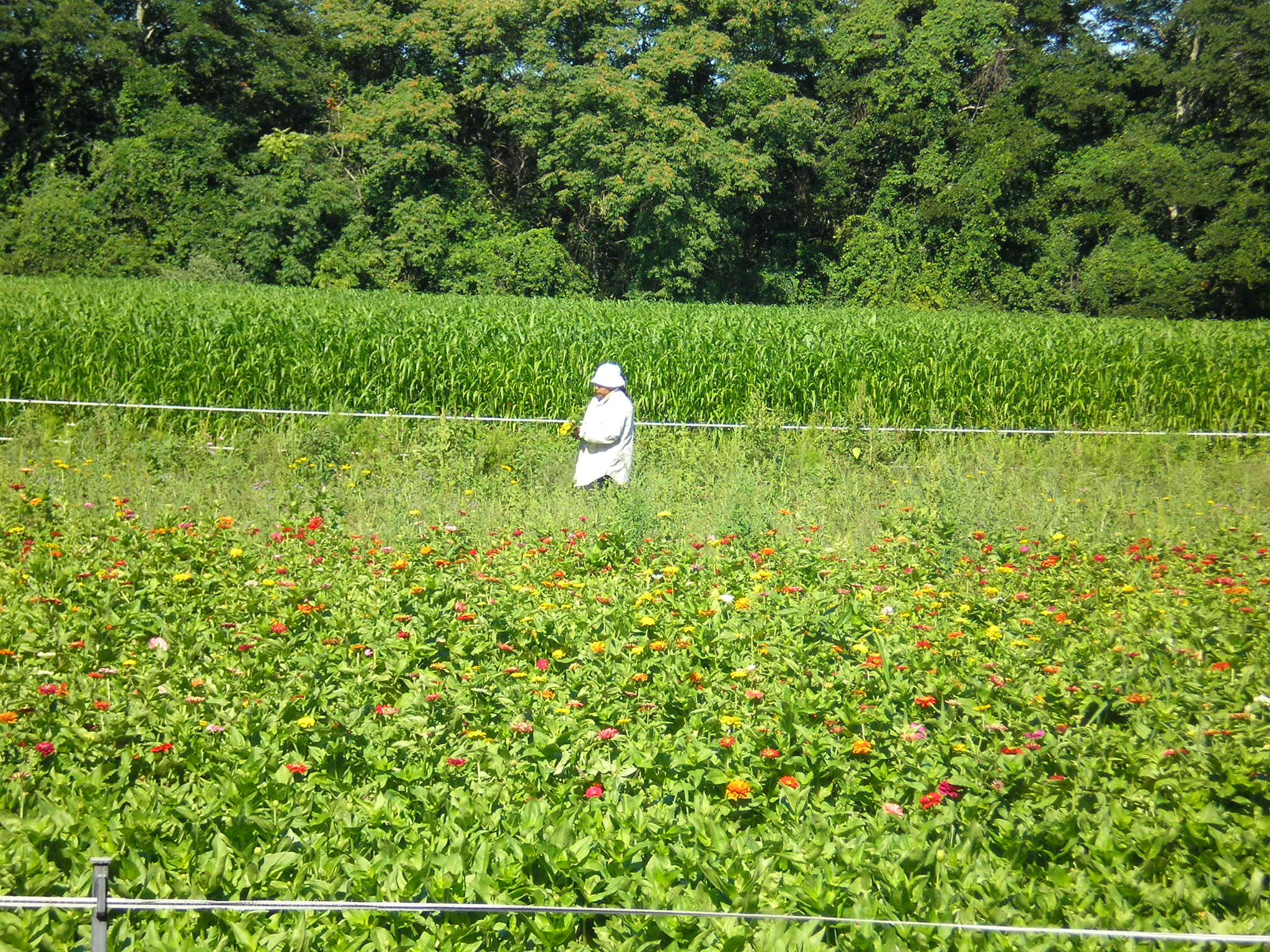

العمالة الأجنبية ظاهرة هجرة مؤقتة أو استقرار دائم ببلد غير مسقط رأس العامل، لغرض الاشتغال بالبلد المستضيف. ويُقصد بها الانتقال لأجل العمل بدولة أخرى، بخلاف مصطلحات متقاربة مثل العمالة الوافدة والتي قد تعني الهجرة للعمل داخل القطر الواحد، أو الهجرة بشكل عام والتي قد تكون للجوء سياسي أو لأسباب إنسانية.

## الأسباب
فارق الأجر أو توافر فرص العمل سبب غير كاف وحده، بل يجب أيضا أن تكون هناك سياسة هجرة للبلد المستضيف تسمح بدخول العامل وإقامته ومنحه تأشيرة عمل.

## التوابع
قد تشكل العمالة الأجنبية أكثرية السكان كما هو الحال في بعض دول الخليج، وقد تغير العمالة الأجنبية - كحال أصناف الهجرة الأخرى - هوية محل الإقامة أو الموطن الأصلي أو العامل نفسه، حسب الحالة.
انهم قد يعملون فيه كما لويعملون فيه لو انهم فيه